# Maximilian Presniakov
Maximilian Anatolievitch Presniakov (russo: Максимилья́н Анато́льевич Пресняко́в), (Vladivostok, 30 de janeiro de 1968), é um pintor e professor de desenho e pintura russo.

## Biografia

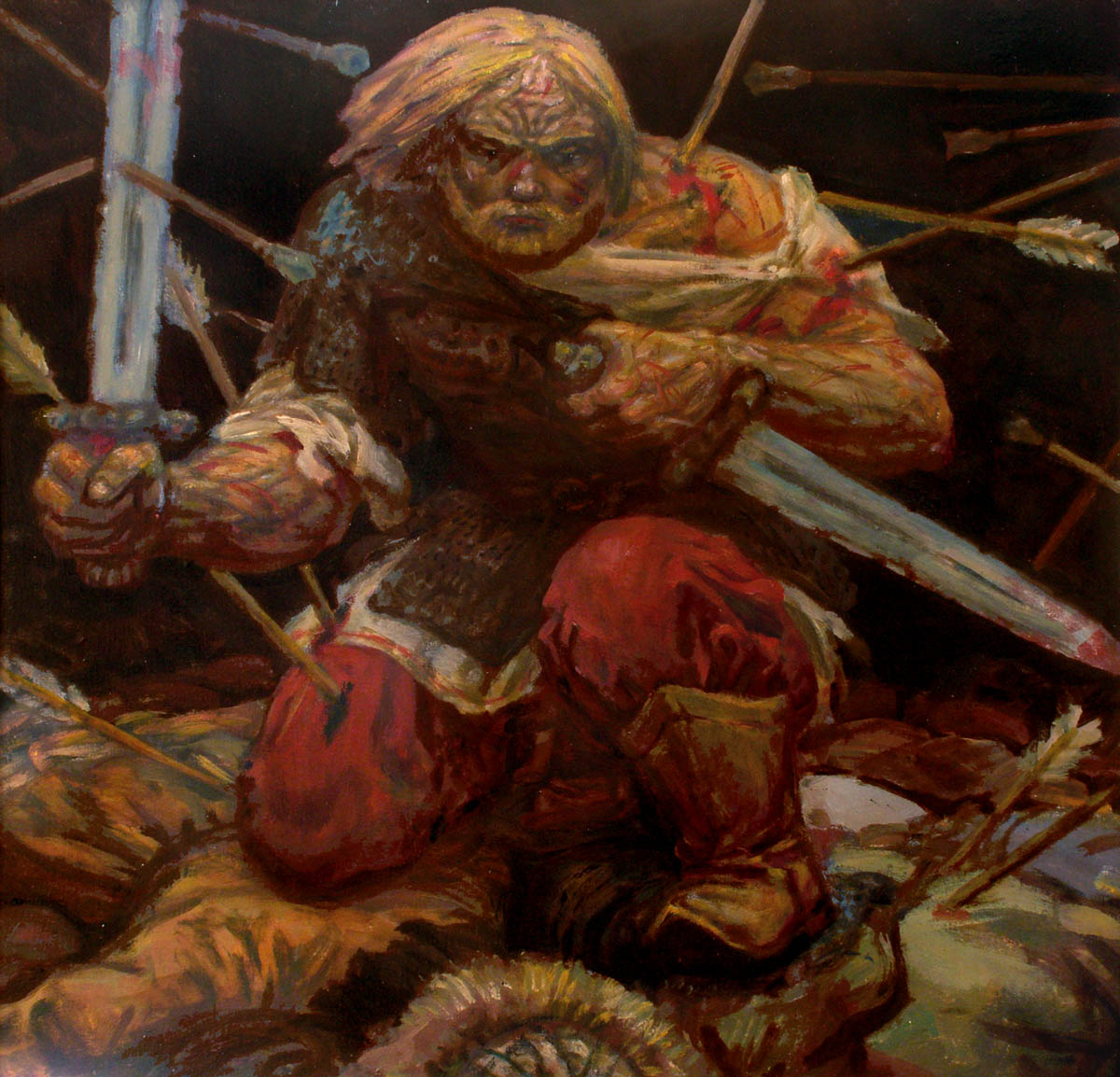
Evpatiy Kolovrat, 2009

Maximilian Presniakov nasceu em 30 de janeiro, em Vladivostok, o centro administrativo do Krai do Litoral. Filho dos artistas Anatoli Presniakov e Liudmila Presniakova, recebeu suas primeiras lições de arte em casa e em uma oficina de artes plásticas para crianças em Vitebsk (Bielorrússia). Maximilian continuou sua formação em Escola de Artes Plásticas na cidade de Riazan e em Instituto Surikov, localizado em Moscovo.
Participou em várias expedições da SGR como pintor.
Desde 2010 é professor de desenho e pintura na Escola Superior de Artes Tradicionais (São Petersburgo).

## Exposições
Algumas exposições em que Maximilian Presniakov participou:
- 2001-2002 – Jovens artistas da Rússia, Moscovo (exp. colectiva)
- 2003-2004 – Exposição na Museu Konstatin Vasiliev, Moscovo (exp. individual)
- 2004 – II. Bienal de Artes Gráficas, São Petersburgo (exp. colectiva)
- 2006 – Aguarelas das viagens, Vitebsk. Representação de  Maximilian na XV. Slavianski Bazaar (exp. individual)
- 2010 – ART Manege 2010, Moscovo (exp. colectiva)
- 2011 – Transparency. Towards the Eternal Ice,  IV. Bienal de Moscovo (exp. colectiva)
- 2011 – VI. Bienal Internacional de Aguarela, São Petersburgo (exp. colectiva)
- 2013 – Soil and Spirit, V. Bienal de Moscovo (exp. colectiva)
- 2013 – VII. Bienal Internacional de Aguarela, São Petersburgo (exp. colectiva)
- 2015 – Idade de ouro da literatura russa, Berlim (exp. colectiva)
- 2015 – Várias exposições dedicadas a uma expedição a Spitsbergen, Rússia (exp. individuais)
- 2016 – Sete dias na Arménia, Riazan (exp. individual)